# صالح ريس
صالح ريس، أمير البحر وبكلربك إفريقية. أجمع المؤرخون على أن أصل صالح ريس هو عربي ومن الإسكندرية تعرف إلى الأتراك حين قدومهم إلى مصر وقد رافق البحار عروج وخير الدين بربروسا في رحلاته وتعلم فنون الحرب والبحرية في سن مبكرة من أهم أعماله ساهم في إنقاد بقايا المسلمين في الأندلس منح لقب بكلربك إفريقية أي أمير الأمراء، وهو لقب يخول لصاحبه أن يُصدر الأوامر إلى باشا تونس وطرابلس والجزائر وقد تولى منصب حاكم الجزائر في عام 1552 فأتم فتح بجاية سنة 1555 من الإسبان وقضى على التمردات في المغرب الأقصى وفتح فاس في عام 1554م.

## حكم البكلربك
أسندت الدولة العثمانية بيلربيكية الجزائر إلى صالح ريس في صفر 960هـ/يناير 1552م،  بدلاً من حسن باشا بن خير الدين بربروس يحمل لقب بكلربك إفريقية، واعطاء هذا اللقب للوالي العثماني على الجزائر يكشف عن الاهمية التي كان يوليها الديوان العثماني للجزائر. فبعث السلطان العثماني مرسومه إلى العلماء والفقهاء وسائر رعايا المغرب الأوسط يُعلمهم فيه بتقليد صالح ريس مقاليد الولاية وقد جاء في ذلك المرسوم:
| صالح ريس | ... هذا مرسومنا .. أرسلناه إلى العلماء والفضلاء والفقهاء والأئمة والخطباء وجميع العلماء والقواد و النقباء وسائر رعايانا بولاية الجزائر الغربية، زيد توفيقهم يتضمن إعلامهم أن صدقاتنا الشريفة العالية الخاقانية وعوارضنا السنية السامية السلطانية قد انعمت على مملوك حضرتنا العالية ومعتمد دولتنا القانية أمير الأمراء الكرام... صالح باشا دام إقبالا ، بولاية الجزائر لفرط شهامته وشجاعته وكمال قوته وصلابته وحسن سيرته وصفاء سريرته فوضنا إليه تلك الأرض وأمرناه بإحياء السنن والفروض والرعايا الذين هم ودائع الله تعالى وحفظ الثغور وسد خارق الأمور، لتكون رعايا أهل الإسلام ثمة في أيام دولتنا العادلة في أكمل الراحة، وأجمل الاستراحة آمنين مطمئنين لا خوف عليهم ولا هم يحزنون، فليكونوا مع أمير الأمراء المشار إليه على أحسن حال وأكمل اتفاق مراد حضرتنا قيام قاموس الشرع القويم والصراط المستقيم و إحيائه مراسم الإسلام وطريقة سيد الأنام وحفظ العباد وصون البلاد وقمع الكفرة الفجرة بكل ناد وتقبلوا ذلك وتعتمدونه والله تعالى هو الموفق بمنه ويمنه والعلامة الشريف حجة بمضمونه. حُرِّر في أوائل محرم سنة تسع وخمسين وتسعمائة الموافق ليناير 1552م. | صالح ريس |

## إنهاء التمرد في الجنوب
ما كاد صالح يصل إلى الجزائر، حتى ثار قائد تقرت وقائد ورقلة ورفضا الاعتراف بالوالي الجديد، معتمدين على طول المسافة وظنّا منهما أن الوالي لن يجرؤ على المغامرة في صحاري لا يعرفها، لكنه لم يتردد في السير إلى الجنوب رفقة الجنود المدججين بالبنادق، وبعد حصار المدينتين تمكن من الانتصار ومعاقبة القادة المتمردين.

## حملة صالح ريس على المغرب
ابتدأ صالح ريس في مستهل ولايته بتحقيق الوحدة الداخلية للجزائر، واستطاع أن يخضع الإمارات المستقلة لنفوذ الدولة العثمانية وأصبح وضع العثمانيين في المغرب الأوسط أقوى مما كان عليه وعندما سمع بتحركات «علي بن محمد الوطاسي» (سلطان المغرب الوطاسي والذي كان استنجد بالإسبان والبرتغال ولم يقفو معه)، فتوجه نحو مضيق جبل طارق فاستولى على بواخره وأسر علي بن محمد الوطاسي في شهر يوليو من عام 1553م وحينما وقع أسيرا في يد صالح ريس حرضه على التوسع في بلاد المغرب وهذا ما أثار رغبة ريس في ضم المغرب الأقصى إلى إيالة الجزائر تحت الراية العثمانية، فقرر في أواخر سنة 1553 م إرسال السير نحو المغرب على رأس 11 ألف جندي بينما جهز 22 سفينة سارت نحو مليلة، وفي طريقه عزز حامية تلمسان بالجند ودخل حدود المغرب الأقصى، وعندما وصل إلى منطقة تازة واجهته فرق الشريف وسدت طريقه إلى فاس، لكن صالح ريس عسكر بقواته إلى أن أجبر جيش الشريف على الانسحاب نحو فاس التي وصلها بعد تسعة أيام في شهر يناير 1554 م ودارت بها معركة بين جيش ريس وجيش محمد المهدي، حيث دامت مدة يومين، إنسحب على إثرهما محمد المهدي، ودخل ريس صالح مدينة فاس في 8 يناير 1554 الموافق لـ 3 صفر 961هـ ومكث بها أربعة أشهر، واعلن خلالها عليا بن محمد الوطاسي ملكا مكافأة له على المجهودات التي قدمها لصالح ريس والتي ساهمت في دخوله المدينة.

### رأي المؤرخين
لتوضيح هذا الموضوع نفى المؤرخ المغربي عبد الكريم الفيلالي، الذي فند أطروحة المؤرخ العراقي، أن تكون هناك أدلة تاريخية حقيقية تثبت أن العثمانيين حكموا المغرب بالفعل. وقال الفيلالي إن ما تقدم به المؤرخ العراقي غير صحيح، لأن العثمانيين كانوا يرون في المغاربة سليلي الأشراف وكان المغاربة يرون بأنهم أحق بالخلافة، وهو ما جعلهم يطلقون على الحاكم تسمية السلطان، التي كان العثمانيون يطلقونها أيضاً على حكامهم، الأمر الذي جعل العثمانيين يتحاشون الدخول إلى المغرب. ويضيف الفيلالي عنصراً آخر يتعلق بقوة الأسطول البحري للمغاربة، وتفوقهم في مجال التسلح والحروب، حيث إنهم في تلك الفترة كانوا يملكون أقوى أسطول حربي في البحر الأبيض المتوسط، كما أن صلاح الدين الأيوبي سبق أن لجأ إليهم لمساعدته في رد الصليبيين. وأوضح المؤرخ المغربي أن العثمانيين توقفوا في منطقةٍ تسمى «جبوجت مولاي إسماعيل» على حدود إيالة الجزائر والسلطنة المغربية ولم يتجاوزوها. وبخصوص ما قدمه المؤرخ العراقي حول لجوء عبد المؤمن وعبد المالك إلى إسطنبول لطلب المساعدة والدعم قال الفيلالي إن الإثنين سافرا بالفعل إلى دار السلطنة عن طريق الجزائر التي أقاما فيها مدة قصيرة كلاجئين إثر الخلاف الذي نشب مع شقيقهما، وأن السلطان العثماني قدم مساعدةً لهما حيث أمدهما بفرقة عسكرية ظلت رهن إشارة الحاكم الجديد للمغرب بعد مقتل السلطان المغربي أبو مروان عبد الملك السعدي في معركة وادي المخازن (4 أغسطس/آب 1578م) ضد البرتغاليين.

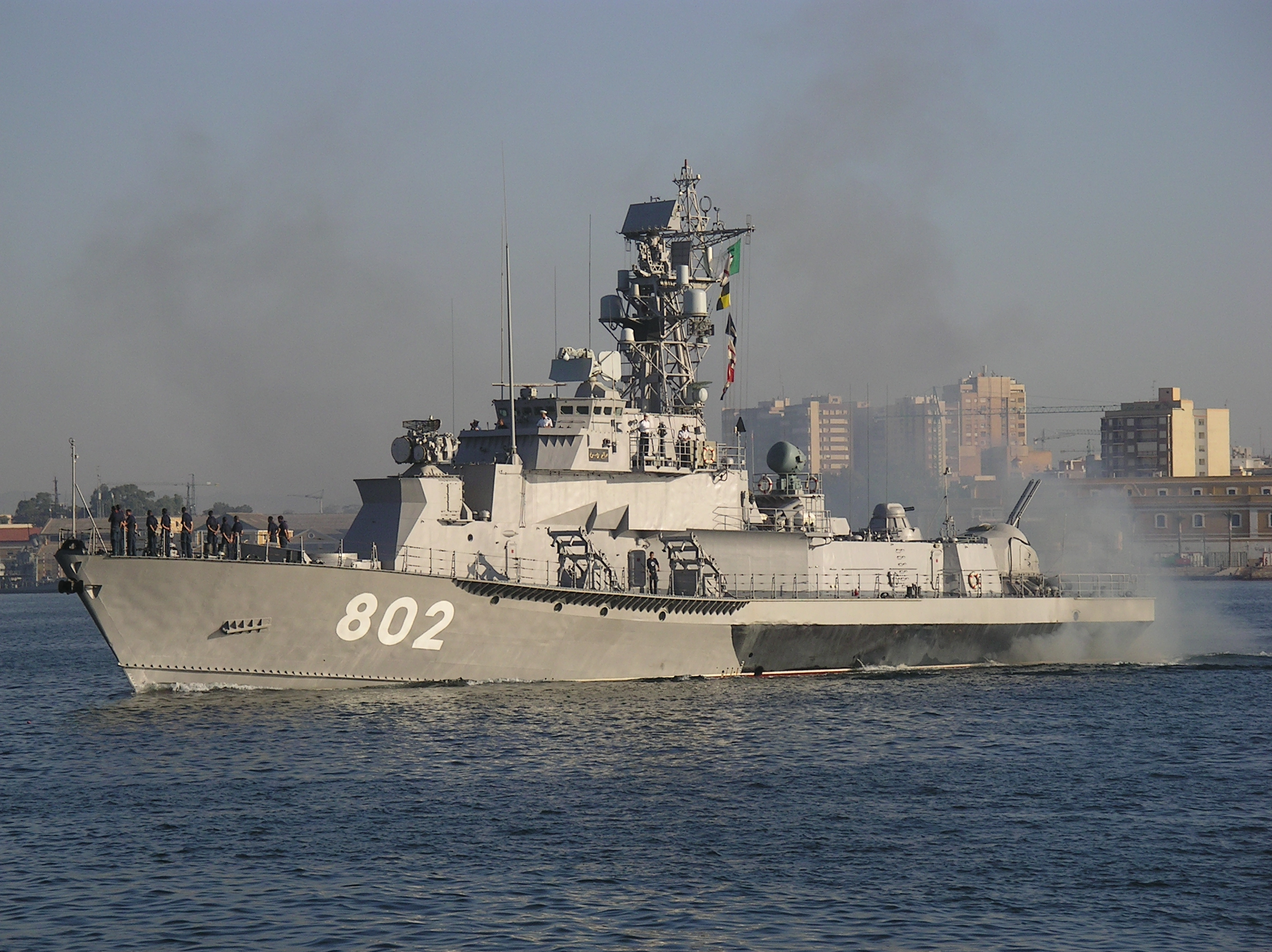
الفرقاطة الجزائرية التي تحمل اسم صالح ريس فرقاطة صالح رايس.

## طرد الاسبان من بجاية
بعد عودته من المغرب واطمئنانه على غرب الإيالة، وبحكم الحروب التي خاضها إلى جانب الأخوين عروج وخير الدين بربروس ضد العدو التقليدي لهمن قرر طرد الاسبان من بجاية، غادر مدينة الجزائر في جوان 1555 متوجها اليها برا وارسل عددا من البواخر تحمل المدفعية بحرا وراحت قوات صالح ريس تدك حصون الاسبان بنيران المدفعية وبالفعل دخل المسلمين المدينة في 28 من سبتمبر واستعادوها نهائيا. وأُسدل الستار عن مأساة بجاية تحت الحكم الاسباني.

## تمهيده للعمل المشترك في استردادالأندلس
لم يكن صالح ريس يهتم قبل كل شيء إلا بمحاربة الإسبان، ولا يهدف من وراء أي عمل إلا جمع القوى الإسلامية من أجل تطهير البلاد من التواجد المسيحي، كان يرى قبل كل شيء وجوب طرد الإسبان من وهران، من النزول إلى الأندلس.

## الاستعداد لفتحوهران
صادفت هزيمة الإسبان بطردهم من بجاية، عرضا من طرف سلطان مراكش ليعينوهم على طرد العثمانيين من المغرب الأوسط وقد صادف هذا هوى المسؤولين الإسبان، لكن صالح ريس استطاع الاطلاع على المفاوضات السرية بين الشريف السعدي وحاكم وهران الإسباني واطلع الباب العالي بما يُدبر من مشاريع بين إسبانيا والمغرب فأرسلت له إسطنبول ثلاثين سفينة حربية وأربعة الآف جندي تركي وكانت الخطة تتمثل في استرجاع وهران من الإسبان، وفي انتظار المدد من الباب العالي جهز السفن الحربية وسارت قوة برية في اتجاه وهران تتكون من حوالي ثلاثين ألف جزائري على أن يلحق بها صالح ريس.

## وفاته
بينما كان صالح ريس يستعد لمغادرة رأس ماتيفو، وفي الوقت الذي كانت فيه السفن على أهبة الإقلاع متوجهة إلى وهران، توفي صالح ريس مصاباً بالطاعون وقد ناهز السبعين عاما في يونيو 1556/رجب 963هـ.